# 대한여객 (경남)
대한여객자동차(大韓旅客自動車)는 경상남도의 시외버스 업체이며 대표는 조옥환(曺玉煥)이다. 본사는 경상남도 진주시 진양호로 436 (인사동)에 있다. 부산교통과 영화여객 및 진주시의 시내버스 업체인 부일교통, 사천시의 시내버스 업체인 삼포교통, 통영시의 시내버스 업체인 통영교통 등이 모두 같은 계열사이다.

## 주요 연혁
- 1966년 3월 4일: 회사 설립
- 2012년 4월: 진주시내버스를 계열사인 영화여객의 진주시내버스와 함께 부일교통으로 분사시켰다.

## 운행 노선
2015년 12월 기준이다.
| 운행업체 | 보유 노선수 | 보유 노선수 | 보유 노선수 | 보유 노선수 | 면허 대수 | 면허 대수 | 면허 대수 | 면허 대수 | 면허 대수 | 면허 대수 |
| -------- | ----------- | ----------- | ----------- | ----------- | --------- | --------- | --------- | --------- | --------- | --------- |
| 운행업체 | 노선 합계   | 직행        | 일반        | 고속        | 대수 합계 | 직행      | 일반      | 고속      | 우등      | 예비      |
| 대한여객 | 56          | 53          | 2           | 1           | 112       | 88        | 8         | 1         | 2         | 13        |

### 고속버스
2019년 4월 기준이다. 모든 노선이 시외버스에서 고속버스로 전환된 노선이다.
| 운행 노선     | 공동 운행사 | 운행구간 | 운행구간 | 운행구간 | 경유지 | 운행 대수 | 운행 대수 | 비고                                  |
| 운행 노선     | 공동 운행사 | 운행구간 | 운행구간 | 운행구간 | 경유지 | 일반      | 우등      | 비고                                  |
| ------------- | ----------- | -------- | -------- | -------- | ------ | --------- | --------- | ------------------------------------- |
| 서부산 ↔ 남원 |             | 부산서부 | ↔        | 남원     |        | 1         | 2         | 2011년 3월 1일 고속버스 노선으로 전환 |

### 시외버스
남서울 출발 노선
- 남서울 (↔ 산청 ↔ 생초) ↔ 진주
- 남서울 ↔ 고성 ↔ 통영 (경원여객 공동 배차)

서부산 출발 노선
- 서부산 ↔ 전주
- 서부산 ↔ 진주개양 ↔ 진주 ↔ 산청 ↔ 함양 ↔ 인월 ↔ 운봉 ↔ 남원 (↔ 전주)
- 서부산 ↔ 통영 (거제현대고속, 신흥여객, 경원여객 공동 배차)
- 서부산 ↔ 남마산 ↔ 진동 ↔ 배둔 ↔ 고성 ↔ 통영 (거제현대고속, 신흥여객, 경원여객 공동 배차)
- 서부산 ↔ 남마산 ↔ 진동 ↔ 배둔 ↔ 고성 ↔ 통영 ↔ 사곡 ↔ 고현 ↔ 옥포 ↔ 장승포 (거제현대고속, 신흥여객, 경원여객 공동 배차)
- 서부산 ↔거가대교 ↔ 고현 (신흥여객, 경원여객 공동 배차)
- 서부산 ↔거가대교 ↔ 옥포 ↔ 한화오션 장승포 (신흥여객, 경원여객 공동 배차)
- 서부산 ↔ 진주개양 ↔ 진주 (신흥여객, 경전고속, 부산교통, 영화여객 공동 배차)
- 서부산 ↔ 진주 ↔ 진주개양 ↔ 산청 ↔ 함양 (경전고속, 부산교통, 영화여객 공동 배차)
- 서부산 ↔ 함양 (부산교통, 경전고속 공동 배차)
- 서부산 ↔ 진주개양 ↔ 진주 ↔ 산청 ↔ 함양 ↔ 장계 (경전고속 공동배차)

마산 출발 노선
- 마산 ↔ 진주 (신흥여객, 경원여객, 경전고속, 전북고속, 거창고속, 영화여객, 부산교통 공동 배차)
- 마산 ↔ 전주 (전북고속 공동 배차)
- 마산 ↔ 진주 ↔ 산청 ↔ 함양 ↔ 남원 ↔ 전주 (전북고속 공동 배차)
- 마산 ↔ 진주 ↔ 전주 (전북고속 공동 배차)
- 마산 ↔ 순천 ↔ 여천 ↔ 여수 (금호고속 공동 배차)

남마산 출발 노선
- 남마산 ↔ 진동 ↔ 배둔 ↔ 고성 ↔ 통영 (신흥여객, 경원여객, 거제현대고속 공동 배차)
- 남마산 ↔ 진동 ↔ 배둔 ↔ 고성 ↔ 통영 ↔ 사곡 ↔ 고현↔ 옥포↔ 장승포 (신흥여객, 경원여객, 거제현대고속 공동 배차)
- 남마산 ↔ 진동 ↔ 반성 ↔ 한국국제대학교 ↔ 문산 ↔ 진주 (신흥여객, 경원여객, 부산교통 공동 배차)

진주 출발 노선
- 진주 ↔ 창원 (신흥여객, 경원여객, 부산교통, 영화여객, 거창고속, 경전고속, 전북고속 공동 배차)
- 진주 ↔ 통영 (경전고속, 거제현대고속, 부산교통, 경원여객 공동 배차)
- 진주 ↔ 고성 ↔ 통영 (경전고속, 거제현대고속, 경원여객 공동 배차)
- 진주 ↔ 사천 ↔ 고성 ↔ 통영 (거제현대고속, 경원여객 공동 배차)
- 진주 ↔ 사곡 ↔ 고현 ↔ 옥포 ↔ 장승포 (대한여객, 경원여객, 거제현대고속 공동 배차)
- 진주 ↔ 사천 ↔ 고성 ↔ 통영 ↔ 사곡 ↔ 고현 ↔ 옥포 ↔장승포 , 거제현대고속, 부산교통, 경원여객 공동 배차)
- 진주 ↔ 산청 ↔ 함양 (부산교통, 영화여객, 전북고속, 거창고속, 경전고속, 경원여객 공동 배차)
- 진주 ↔ 함양 ↔ 남원( ↔ 전주) (전북고속 공동 배차)
- 진주 ↔ 순천 (금호고속, 경전고속 공동 배차)

## 보유 차량

#### 기아
- 기아 뉴 그랜버드 이노베이션 션샤인
- 기아 뉴 그랜버드 파크웨이

#### 현대자동차
- 현대 유니버스 익스프레스 프라임
- 현대 뉴 프리미엄 유니버스 익스프레스 프라임
- 현대 뉴 프리미엄 유니버스 익스프레스 럭셔리
- 현대 유니버스 익스프레스 노블
- 현대 뉴 프리미엄 유니버스 익스프레스 노블
- 현대 뉴 프리미엄 유니버스 익스프레스 프레스티지
- 현대 뉴 프리미엄 유니버스 노블